# Parcul englez din München
Parcul englezesc din München are o suprafață de 4,17 km², fiind situat în partea de nord-est a orașului München. Numele provine după  parcurile englezești luat ca model de Friedrich Ludwig von Sckell, proiectantul grădinii. El este unul dintre cele mai mari suprafețe verzi din Europa oferit ca grădină publică, fiind mai mare ca Parcul Central din New York sau Hyde Park din Londra, dar are o suprafață mai mică decât Parcul național al orașului Stockholm. La Parcul englez din München se poate ajunge prin Centura rutieră Isar „Isarring”. Începând din anii 1960, între „Monopteros” și „Ceainăria japoneză”, pe pajiștea Schönfeld,  se practică nudismul. Acesta a fost greu acceptat la început  de locuitorii din regiune.